# Jack Lew
Jacob Joseph "Jack" Lew (sinh ngày 29 tháng 8 năm 1955) là một luật sư, nhà chính trị Hoa Kỳ. Ông là Bộ trưởng tài chính thứ 76 của Hoa Kỳ từ năm 2013 đến 2017. Chức vụ trước đó của ông là Chánh văn phòng Nhà Trắng. Sinh ra tại thành phố New York, New York, Lew tốt nghiệp cử nhân từ Đại học Harvard và Tiến sĩ luật từ Trung tâm Luật của đại học Georgetown. Lew đã bắt đầu sự nghiệp của mình với vị trí trợ lý pháp lý cho Hạ nghị sĩ Joe Moakley và làm cố vấn chính sách cao cấp cho cựu Chủ tịch Hạ viên Tip O'Neill. Sau đó Lew làm luật sư hành nghề tư nhân trước khi làm phó văn phòng trong văn phòng quản lý và ngân sách của Boston. Năm 1993, ông bắt đầu làm việc cho chính quyền Clinton là trợ lý đặc biệt cho Tổng thống. Năm 1994, Lew làm Phó giám đốc về các vấn đề lập pháp và Phó giám đốc Văn phòng Quản lý và Ngân sách, nơi ông từng là Giám đốc của cơ quan đó từ 1998 đến 2001 và từ 2010 đến 2012. Sau khi rời khỏi chính quyền Clinton, Lew làm Phó chủ tịch điều hành cho các hoạt động tại Đại học New York từ 2001 để 2006, và là Giám đốc điều hành của Citigroup từ 2006 đến 2008. Lew sau đó làm Phó thứ nhất quốc vụ khanh quản lý và Tài nguyên, từ 2009 đến 2010.
Ngày 10 tháng 1 năm 2013, Lew đã được Tổng thống Hoa Kỳ đề cử thay thế cho Bộ trưởng Tài chính Timothy Geithner, để phục vụ trong nhiệm kỳ thứ hai của Tổng thống Barack Obama. Vào ngày 27 tháng 2 năm 2013, Thượng viện Hoa Kỳ đã phê chuẩn Lew cho vị trí này, tỷ lệ bỏ phiếu là 71-26, với sự ủng hộ của 20 nghị sĩ Đảng Cộng hòa. Sau kết quả bỏ phiếu ở Thượng viện, Tổng thống Hoa Kỳ Barack Obama mô tả ông Jack Lew là người xứng đáng nhất trong thời điểm nền kinh tế Mỹ đang đối mặt với vô vàn khó khăn. "Ông ấy luôn bên cạnh tôi khi chúng tôi đối mặt với những thách thức cực lớn - ông Obama nhấn mạnh - Jack là bậc thầy về các vấn đề tài chính".